# Strandby (Vesthimmerlands Kommune)
 For alternative betydninger, se Strandby. (Se også artikler, som begynder med Strandby)
Strandby er en landsby i det vestlige Himmerland med 265 indbyggere  (2024). Strandby er beliggende nær Ertebølle mellem Risgårde Bredning i Limfjorden en kilometer mod vest og Farsø ni kilometer mod øst.
Byen ligger i Region Nordjylland og hører til Vesthimmerlands Kommune. Strandby er beliggende i Strandby Sogn.
I byen ligger bl.a. Strandby Kirke.